# Veronica Palm
Anna Veronica Helen Palm, née le 1er février 1973 à Karlskrona en Suède, est une femme politique appartenant au Parti social-démocrate suédois des travailleurs. Elle devient députée européenne en 1998 jusqu'aux élections européennes de 1999. Elle est membre du Riksdag, le parlement suédois, de 2002 à 2015.